# Норвежско-саудовские отношения
Норвежско-саудовские отношения — двусторонние дипломатические отношения между Норвегией и Саудовской Аравией.

## История
Норвегия имеет дипломатическое представительство в Саудовской Аравии с 1961 года. Двусторонние отношения усилились благодаря открытию посольства Королевства Саудовской Аравии в Осло в 2012 году.
Саудовская Аравия не имеет постоянного посла в Норвегии и представлена посольством в Осло. У Норвегии есть посольство в Эр-Рияде и генеральное консульство в Джидде.
По данным посольства Норвегии, в Саудовской Аравии проживает 84 норвежца. Мусульманская община в Тромсё хочет построить самую северную мечеть в мире. При поддержке Саудовской Аравии мечеть планируется построить как местную достопримечательность. Но тогдашний норвежский министр иностранных дел Йонас Гар Стёре сказал VG: «Мы могли бы просто сказать нет, в принципе министерство не одобряет такие вещи. Но когда нас впервые спросили, мы воспользовались возможностью, чтобы добавить, что одобрение будет парадоксальным, если создание христианской общины в Саудовской Аравии является преступлением.».
Одной из областей отношений является нефтегазовый сектор: Саудовская Аравия играет решающую роль на мировом рынке нефти. Будучи странами-производителями энергии и ведущими мировыми экспортерами энергии, Норвегия и Саудовская Аравия делятся опытом и знаниями в нефтяном секторе, а также в областях возобновляемой энергии и энергоэффективности. Обе страны применяют свои углеводородные ресурсы для развития социальной и экономической инфраструктуры.
Обе страны также разделяют убеждение в необходимости усиления глобальной энергетической безопасности. Их мнения заключаются в том, что для обеспечения стабильности необходимы международные усилия и компромиссы. Саудовская Аравия является самым важным компенсирующим производителем в ОПЕК и играет стабилизирующую роль, которая поможет оживить мировую экономику. Эта роль чрезвычайно важна для всех производителей нефти, включая Норвегию.
Норвегия и Саудовская Аравия ведут конструктивный диалог в отношении событий на Ближнем Востоке, в том числе в отношении механизма финансирования Палестинской национальной администрации и AHLC, которую возглавляет Норвегия. Норвегия признает Саудовскую Аравию как крупнейшую экономику в арабском мире, единственного арабского члена G20 и ключевого члена Совета сотрудничества арабских государств Персидского залива в качестве ключевого игрока на региональном и глобальном уровнях.